# The Reckoners
The Reckoners es una trilogía de novelas de superhéroes para adultos jóvenes creada por el autor estadounidense Brandon Sanderson. La serie consta de Steelheart (2013), la novela corta Mitosis (2013),  Firefight (2015) y Calamity (2016). La serie representa un mundo post-apocalíptico en el que la aparición de una entidad cósmica en órbita conocida como Calamity ha dado a las personas al azar poderes sobrehumanos los cuales desafian las leyes de la física conocida hasta entonces, convirtiéndolos en "Épicos". Estos poderes han impulsado a la mayoría de ellos a volverse malvados cazando o esclavizar al resto de la humanidad y causando el colapso de los gobiernos tradicionales. Un joven huérfano de Chicago se une a un grupo que se dedica a dar caza a los "Épicos".

## Sinopsis del primer libro
Hace doce años, un objeto denominado Calamity apareció cerca de la Tierra y estalló en el cielo emitiendo una extraña radiación que le dio a un pequeño grupo de humanos superpoderes y casi invencibilidad, en aparente desafío a las leyes conocidas de la física. Estos, con diferentes tipos de poderes y debilidades, fueron apodados Épicos. El gobierno existente demostró ser absolutamente incapaz de controlar las fuerzas de estos nuevos superhumanos y la civilización se vio sumida en una esclavitud de mano de los Épicos más poderosos.
Hace diez años, un niño nativo de Chicago de ocho años llamado David Charleston quedó huérfano cuando un Épico llamado Steelheart asesinó a su padre mientras luchaba
en un banco contra un Épico rival,  siendo el único superviviente de la carnicería. David fue testigo de la única debilidad de Steelheart cuando su padre infligió una herida menor en la cara de Steelheart mientras intentaba dispararle, y David creció dedicando su vida a aprender todo lo que pudo sobre los Épicos para encontrar sus debilidades, con el objetivo de vengar a su padre. Con su astucia logra encontrar a "los Reckoners", un grupo de élite liderado por el "Profesor" Jonathan Phaedrus con el objetivo común de matar la mayor cantidad de épicos posible. Deciden admitirlo en su grupo cuando descubren que ha sido testigo de la debilidad de Steelheart.

## Recepción
Steelheart debutó en el n.° 1 en la lista de bestsellers para jóvenes adultos del New York Times para la semana del 13 de octubre y obtuvo críticas favorables, y uno comentó: "Al igual que muchas de sus otras novelas, Brandon Sanderson creó un mundo completamente nuevo, tan imaginativo, profundo y diferente; un mundo que te sumerge por completo sin esfuerzo ".